# Leumicamia oreias
Leumicamia oreias là một loài bướm đêm trong họ Noctuidae.